# Crisia tenella
Crisia tenella är en mossdjursart som beskrevs av Calvet 1906. Crisia tenella ingår i släktet Crisia och familjen Crisiidae. Inga underarter finns listade i Catalogue of Life.